# 経王寺 (金沢市)
経王寺（きょうおうじ）は、石川県金沢市にある日蓮宗の寺院。山号は壽福山（じゅふくざん）。本尊は十界曼荼羅。旧本山は滝谷妙成寺。通師法縁。

## 歴史
慶長6年（1601年）創建された。開基は加賀藩祖前田利家の側室で、同3代藩主前田利常の生母である寿福院。開山は寿福院の異母兄で、能登滝谷妙成寺第14世の善住院日淳上人である。日淳上人の弟子養仙院日護上人を2世に招いて住持とした。寿福院と日淳は越前朝倉氏の家臣上木新兵衛の子であり、上木家の菩提寺は越前府中（福井県武生市）の経王寺であった。
利常が慶長19年（1614年）藩主となると、寿福院は人質として江戸へ下向。寛永8年（1631年）に江戸で没した。寿福院は江戸の池上本門寺で荼毘に付された後、経王寺であらためて葬儀が行われた。同年、寺は金沢大火で炎上。正保4年（1647年）、寿福院の十七回忌に際し、利常によって再興された。
加賀騒動の悲劇のヒロインとして知られる真如院（6代加賀藩主前田吉徳の側室お貞）の墓所がある。

## 寺院周辺
- 金沢美術工芸大学

## 交通アクセス
- 金沢大学附属病院から徒歩5分